# Distrito 2 (condado de Perkins, Nebraska)
El distrito 2 (en inglés: 2 District) es distrito ubicado en el condado de Perkins en el estado estadounidense de Nebraska. En el año 2010 tenía una población de 978 habitantes y una densidad poblacional de 1,53 personas por km².

## Geografía
El distrito 2 se encuentra ubicado en las coordenadas 40°51′1″N 101°42′4″O / 40.85028, -101.70111. Según la Oficina del Censo de los Estados Unidos, el distrito tiene una superficie total de 639.69 km², de la cual 638.05 km² corresponden a tierra firme y (0.26%) 1.64 km² es agua.

## Demografía
Según el censo de 2010, había 978 personas residiendo en el distrito 2. La densidad de población era de 1,53 hab./km². De los 978 habitantes, el distrito 2 estaba compuesto por el 97.24% blancos, el 0.1% eran afroamericanos, el 0.51% eran amerindios, el 0% eran asiáticos, el 0% eran isleños del Pacífico, el 1.74% eran de otras razas y el 0.41% pertenecían a dos o más razas. Del total de la población el 3.27% eran hispanos o latinos de cualquier raza.